# Sanatorium de Béthanie
Le Sanatorium de Béthanie (伯大尼修院), ou simplement Béthanie, est un immeuble historique situé à Pok Fu Lam, à Hong Kong, construit en 1875 comme un sanatorium par la Société des Missions Étrangères de Paris.  C'est un bâtiment historique de Grade II selon les Monuments Historiques de Hong Kong.
L'édifice de Béthanie, ses communs, sa laiterie et ses anciennes écuries voisines ont été alloués en 2003 à l'Académie de Hong Kong pour les Arts. Après une série de rénovations, le complexe a rouvert en 2006   et est maintenant utilisé par l'école de l'Académie du cinéma et de la télévision. En plus des établissements d'enseignement, il comprend deux salles de spectacle, une salle d'exposition, une chapelle et un musée. 

## Emplacement
Le site de Béthanie se trouve au n° 139, Pok Fu Lam Road, sur l'île de Hong Kong. Situé dans une forêt de pins, avec vue sur la mer, le site géographique de Béthanie constituait un endroit idéal pour la convalescence des prêtres français de la Société des Missions étrangères de Paris qui le construisirent. Il doit son nom à la maison de Béthanie, où, selon l'Évangile, Jésus se reposa auprès de Marthe et Marie. 
Aujourd'hui, l'Institut de formation de Cuisine chinoise (CCTI) est situé à côté de Béthanie.

## Histoire

### Avant la Seconde Guerre mondiale (1875-1939)

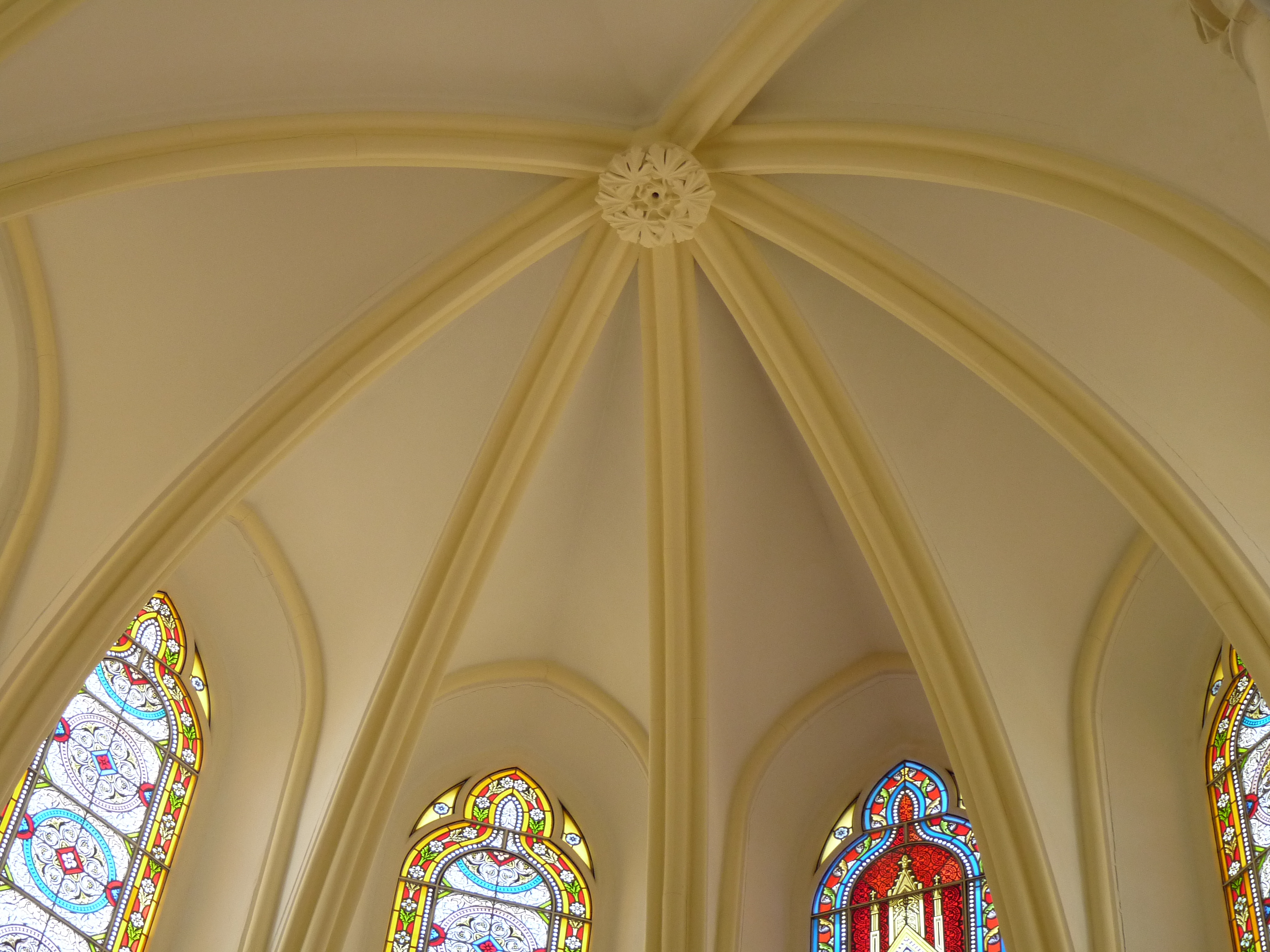
Croisée d'ogives dans la chapelle de Béthanie.

Béthanie est le premier sanatorium à être construit à Hong Kong. Les Missions étrangères de Paris font construire la maison de Béthanie sous la direction du Père Pierre-Marie Osouf (remplacé en juin 1875 par le Père Lemonnier), pour servir de lieu d'accueil et de soins aux prêtres et aux missionnaires de toute l'Asie pour récupérer des maladies tropicales, ou simplement se reposer, avant de retourner à leurs missions. Dans le même temps, les missionnaires et les frères organisent une imprimerie à petite échelle à Béthanie. L'imprimerie s'avère rapidement une réussite, grâce à la publication de brochures à thème religieux, historique, géographique, linguistique ou économique en vingt-huit langues diffusées en métropole et dans les missions de la Société, et bien au-delà. Le Père Charles-Edmond Patriat supervise la construction de l'immeuble et il en devient le premier supérieur à son inauguration en 1875. En 1887, le Père Patriat demande son congé et il est remplacé par le Père Holhaan.
Dans les premières années, la maison de Béthanie connaît de nombreux décès de missionnaires en raison de médicaments inadaptés et à cause de la propagation de la tuberculose. Entre 1875 et 1886, onze pères y sont morts avant d'avoir atteint l'âge de cinquante ans. Cependant, en près d'un siècle, le sanatorium a soigné avec succès des centaines de missionnaires malades. Jusqu'en 1886, année précédant la nomination du P. Holhaan comme Supérieur, la maison de Béthanie connaissait un nombre de quinze à vingt pensionnaires annuels. Ce chiffre augmente à plus de quarante en 1887-1890, et à plus de cinquante dans les années suivantes. Certains, en bonne santé, venaient seulement s'y reposer à leur arrivée d'un long voyage en paquebot ou après avoir traversé la Chine ou l'Indochine. En raison de l'augmentation du nombre des missionnaires accueillis, soit une moyenne de vingt pensionnaires à la fois, occupant les quatorze chambres disponibles, le P. Holhaan lance en 1890 une première tranche de travaux d'agrandissement pour remédier aux chambres surpeuplées.
Pendant ce temps aussi, un débat interne sur l'avenir de Béthanie vient ralentir les plans de construction. En effet, le problème se pose de savoir si les religieuses hospitalières du Couvent français des Sœurs de Saint-Paul de Chartres à Hong Kong pouvaient être invitées à aider aux soins des patients du sanatorium. Le sujet est récurrent pendant cinq ans avant d'être finalement  rejeté. Le P. Holhaan considérait plutôt que la priorité se trouvait dans l'agrandissement du bâtiment. Ainsi la construction redémarre en 1896 et se termine l'année suivante. Les travaux dans leur ensemble coûtent 15 820 dollars aux Missions étrangères de Paris, à peu près l'équivalent des coûts annuels de fonctionnement de l'établissement. François Lemasle, futur vicaire apostolique de Hué, s'y fait soigner de la  dysenterie en 1899. Le sanatorium continue à fonctionner en douceur les cinquante années suivantes, jusqu'à la Seconde Guerre mondiale.

### Les effets de la Seconde Guerre mondiale
Pendant la révolution communiste sur le continent et l'avancée japonaise, des pressions croissantes s'exercent pour expulser les missionnaires de Béthanie de la colonie britannique de Hong Kong, dans un contexte de troubles politiques, mais les pères obtiennent gain de cause et gardent leur maison dans un premier temps. Ce n'est que le deuxième jour de l'occupation japonaise, que les troupes font irruption dans le bâtiment, le pillent et le saccagent. Les missionnaires sont mis sous résidence surveillée deux jours entiers sans eau ni nourriture, puis sont forcés de quitter leurs propres locaux. À la fin de la guerre, la capitulation japonaise entraîne la restitution  de Béthanie aux Missions étrangères de Paris. Dans les années de la reconstruction, les patients sont envoyés à l'hôpital français géré par les Sœurs de Saint-Paul de Chartres pendant que le nouveau supérieur de Béthanie depuis 1946, le P. Vignal, supervise la rénovation de la maison qui rouvre ses portes en février 1949.
Dans les années qui suivent, la maison de Notre-Dame-de-Béthanie accueille plus de 70 missionnaires à la fois, totalisant 4 950 jours de séjours. Le bienheureux Lucien Galan (1921-1968) s'y fait soigner en 1952.

### Après 1974
En 1974, les Pères vendent leur maison de Béthanie aux autorités de Hong Kong. Le terrain est considéré comme un site trop difficile à réaménager. Dans un accord d'échange de terres, le gouvernement de Hong Kong avait prévu sa démolition. Pendant cinq ans, la menace de destruction plane sur le sanatorium. En 1978, un groupe d'étudiants qui étudiaient à l'Université de Hong Kong occupe de force les bâtiments en attendant qu'un hébergement supplémentaire sur le campus soit construit. Une nouvelle étude du patrimoine est lancée et la ville commence à ressentir le besoin de préserver le site. En 1981, Béthanie est sauvée et déclarée bâtiment classé de Grade II. 
Tout au long de la période de 1978 à 1997, Béthanie est utilisée par l'Université de Hong Kong comme  entrepôt, ce qui détériore lentement l'ensemble architectural. En 2000, le Département des services d'architecture commande une étude pour enquêter sur la restauration des bâtiments de Béthanie. Ce ne est qu'en mars 2003 que le Conseil législatif de Hong Kong approuve le projet de restauration de l'Académie de Hong Kong pour les Arts du Spectacle.
En 2003, après avoir examiné les options de restauration et les développements futurs de Béthanie, le Conseil législatif prend la décision de soutenir la restauration du site, de l'édifice principal et de ses deux bâtiments (anciens communs et anciennes écuries) à proximité, en fournissant des fonds à l'Académie de Hong Kong pour les Arts du Spectacle (APA). Il a fallu environ trois ans pour mener le projet à bien (y compris la rénovation et la recherche des objets disparus) et un coût estimé à HK $ 80,000,000. Les communs et les anciennes écuries et la laiterie sont transformés pour accueillir différentes installations.
L'ancienne chapelle des Pères est réaménagée en une « George C. Tso Memorial Chapel » conservant la structure néo-gothique du lieu ; elle est utilisée depuis le 17 décembre 2006 pour les services anglicans de l'église Emmanuel-Pokfulam, qui dépend de la cathédrale Saint John (anglicane). Ainsi le culte est célébré tous les dimanches. En outre, la chapelle est ouverte au public, ainsi que pour les mariages et les visites guidées. Le bâtiment patrimonial a conservé son charme d'origine. Beaucoup de ses traits distinctifs, tels que les vitraux, les portes à panneaux et l'autel ont été conservés ou restaurés.

## Architecture

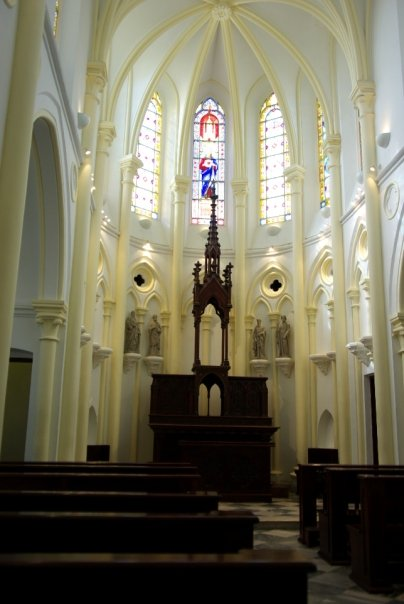
Intérieur de la Chapelle de Béthanie

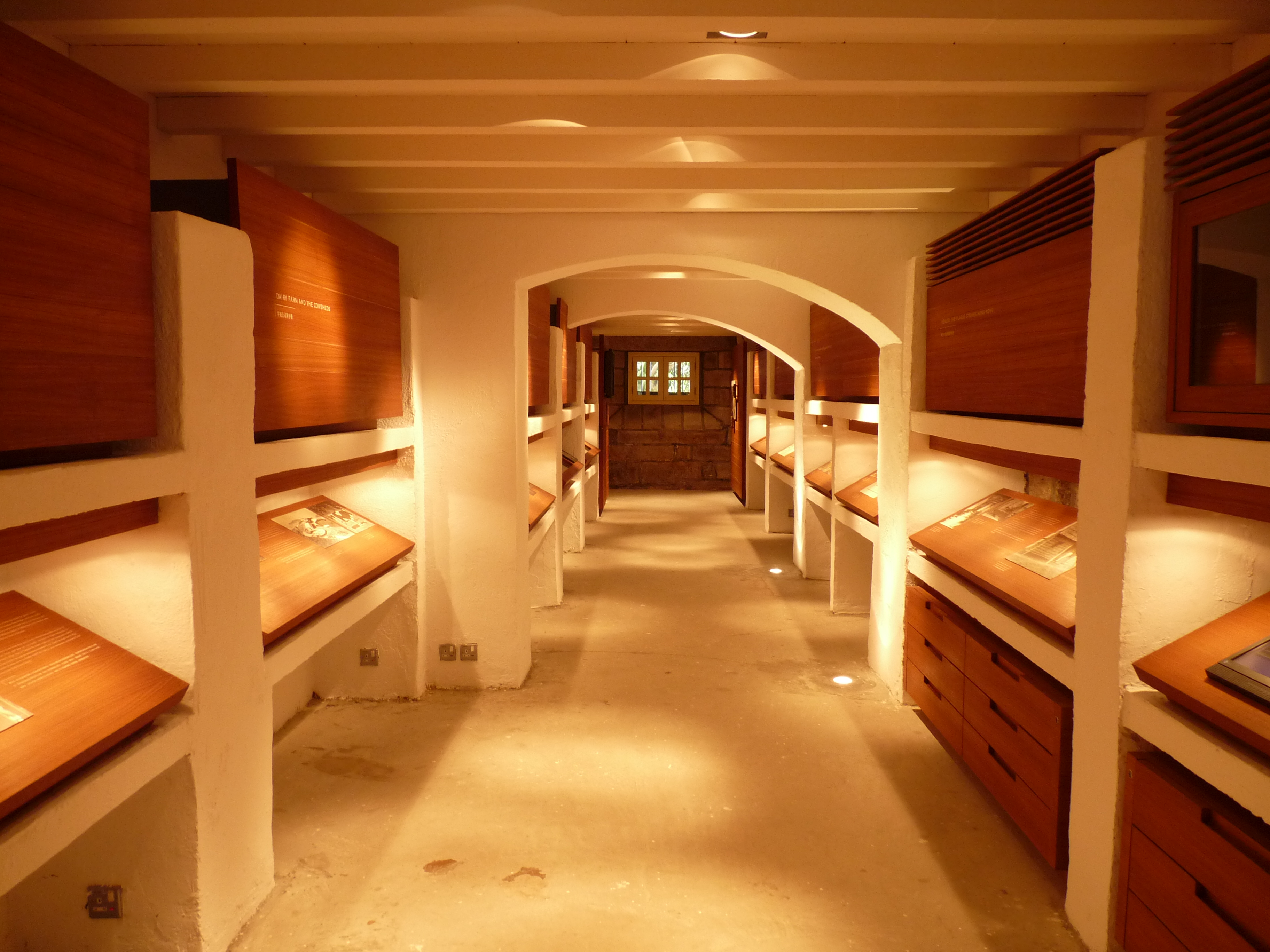
Le Musée de Béthanie consacré à trois cents ans d'histoire des Missions étrangères de Paris en Asie. Il se trouve dans les anciennes caves à vin des missionnaires

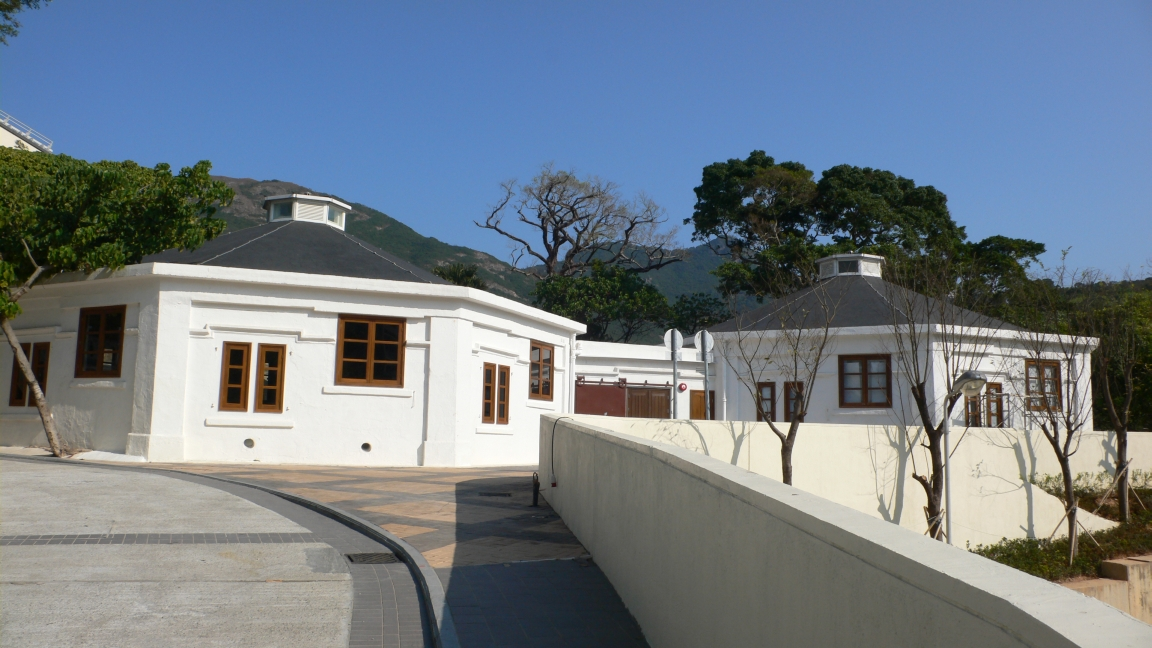
Les anciennes laiteries octogonales, maintenant occupées par le théâtre de l'Académie des Arts de Hong Kong.

Béthanie est l'un des bâtiments historiques de style européen à Hong Kong. 
Dès le milieu du XIXe siècle, les Britanniques font de leur escale portuaire une nouvelle ville où différents styles architecturaux sont présentés, dans un nouveau mélange de culture entre l'Orient et l'Occident. L'architecture française y trouve aussi sa place (néoclassique, néogothique, ou éclectique) et elle est considérée aujourd'hui, dans les rares édifices qui ont survécu, comme un pont culturel entre l'architecture européenne et les cultures de l' Extrême-Orient. Elle fait désormais partie dans une certaine mesure de l'histoire de Hong Kong elle-même.
Dans un style néo-gothique et éclectique, Béthanie est une composition élégante de cylindres symétriques. En dehors de cela, ogive, entrelacs, et vitraux néo-gothiques ainsi que fenêtres cintrées peuvent être trouvés dans le bâtiment. Avec un haut plafond et un toit en pente, la « Memorial Chapel George C. Tso » est une illustration typique des architectures néo-gothiques, mais dans un style beaucoup plus simple et à plus petite échelle. Parmi ses dix-neuf vitraux, neuf sont des originaux. Les autres, en mauvais état ou manquants, ont été reproduits aux Philippines à la main. En outre, seulement quatre des douze statues des apôtres, debout à l'origine sur des corbeaux au-dessus de l'autel, ont été retrouvées. L'Académie a reproduit les statues avec une technique de moulage de silicone. De plus de nombreuses structures néo-gothiques ont été conservées : par exemple les arcs-boutants à l'extérieur, bien que n'étant plus fonctionnels, ont été restaurés dans un souci d'authenticité. Les voûtes d'ogives, construites pour soutenir le plafond et le toit ont également été conservées dans la chapelle à des fins décoratives. 
Ces efforts de restauration ont permis à la maison de Béthanie de recevoir le Prix du patrimoine Asie-Pacifique de l'UNESCO en 2008. L'honneur en revient à l'architecte Philip Liao et à la Hong Kong Academy of Performing Arts. Une recherche dans toute la ville pour récupérer les meubles d'origine a été effectuée pour remettre le site dans son aspect historique.

## Contribution à l'histoire et la religion

### Relations entre la France et Hong Kong
Béthanie témoigne de l'histoire des relations entre la France et Hong Kong.

### 1964-2008: Lycée Français International Victor Segalen
En 1964, les missionnaires français accueillent dans une partie de leurs locaux de Béthanie la première « petite école de langue française ». Au début, elle ne pouvait accueillir que 35 étudiants. Au fil des ans, l'école a déménagé d'emplacement à plusieurs reprises: à l'Alliance française de Wan Chai au centre catholique, puis, en 1975, à l'ancien hôpital militaire sur Borrett Road. En 1984, le Lycée Victor Segalen a été fondé, avec une nouvelle charte de constitution et dans de nouveaux bâtiments à Lookout Garden. Une fois de plus, l'école a rapidement atteint sa capacité maximale, et il est devenu nécessaire de trouver des locaux supplémentaires à Kowloon pour accueillir de nouveaux étudiants. En 1999, un nouveau campus a été ouvert sur Blue Pool Road. Aujourd'hui, le Lycée français international Victor-Segalen est la plus grande école internationale française en Asie, avec plus de 1 700 élèves et 200 employés.

### Héritage architectural français à Hong Kong
Les bâtiments construits à Hong Kong par la Communauté française depuis 1848 représentent une contribution non-britannique majeure à l'histoire de Hong Kong. Parmi ceux qui survivent encore aujourd'hui on compte l'ancien sanatorium de Béthanie et l'église Saint-Paul; et peut-être la plus visible, la Cour d'appel, un élégant immeuble de trois étages néo-classique, avec ses murs de briques rouges murs et ses colonnes doriques et ioniques.

### Les Pères français du Bauhinia

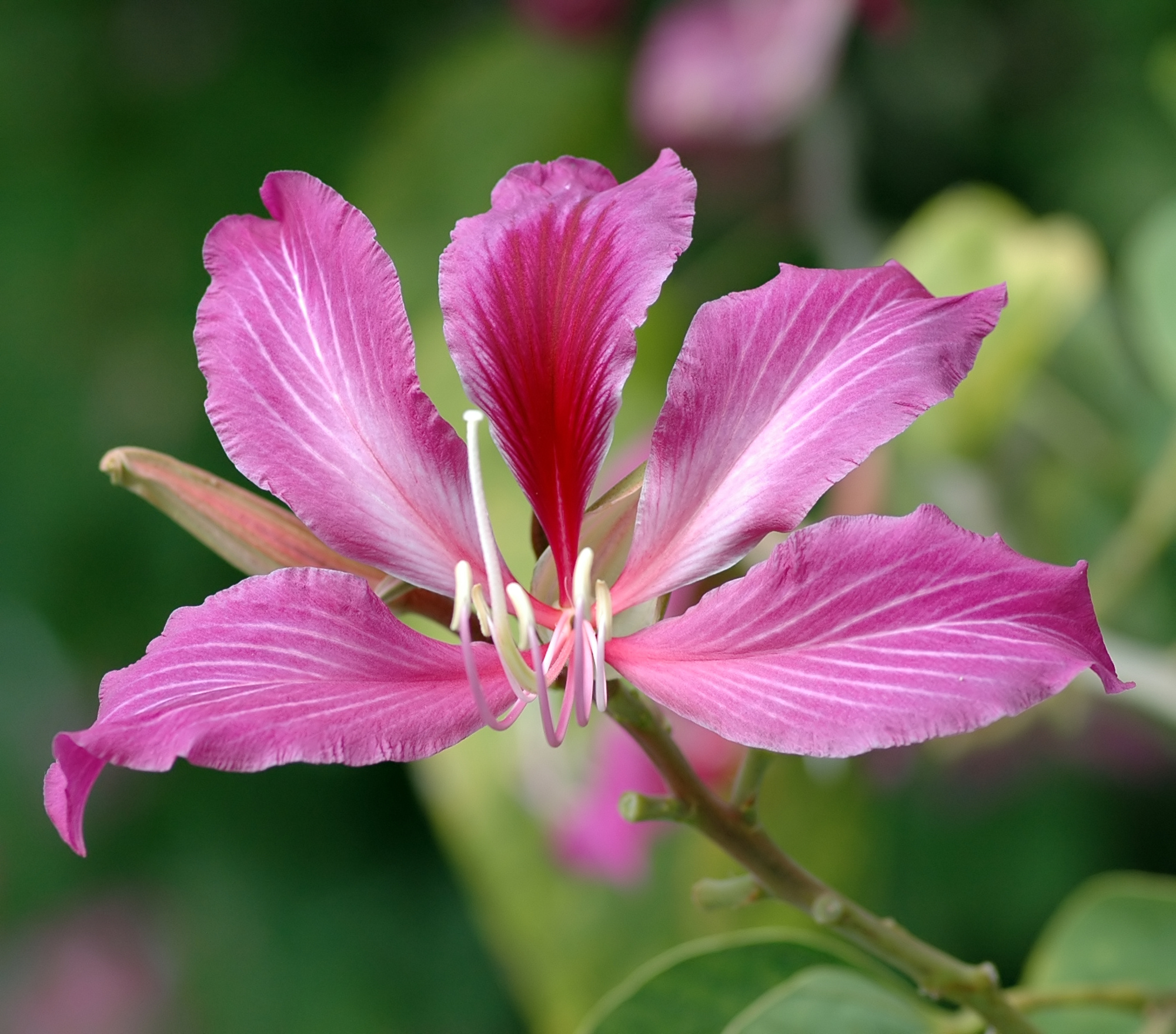
Fleur de Bauhinia blakeana

L'emblème floral de Hong Kong, le Bauhinia ou Bauhinia blakeana, ou en français « arbre à orchidées », représenté sur le drapeau de la RAS de Hong Kong depuis 1997, a été découvert par les Français. La plante a été observée pour la première fois à Hong Kong par les Pères des Missions étrangères français près du Mount Davis et a ensuite été étudiée par les Pères du sanatorium de Béthanie à partir d'échantillons cultivés dans leurs jardins, dans les années 1880.

### 1848-2008: 160 ans de relations entre la France et Hong Kong
En 2008, le Consulat Général de France a célébré le 160e anniversaire de la présence française sur le territoire. L'ancien édifice de la Mission française est une des marques de cette histoire à Hong Kong.

### Chapelle
Même si la chapelle n'est plus vouée au culte catholique, il n'en demeure pas moins qu'elle est depuis 2006 le lieu de célébrations chrétiennes régulières. Elle a été parfaitement bien restaurée et conserve le témoignage d'une mémoire religieuse exceptionnelle en Extrême-Orient, c'est-à-dire l'histoire des missions catholiques aux XIXe et XXe siècles en Asie.